# Symfony
Symfony é um framework livre do tipo fullstack para desenvolvimento de aplicações web, com a linguagem PHP e o paradigma MVC (model-view-controller), disponível sob a Licença MIT. É uma ferramenta com o uso via uma interface gráfica acessada via navegador web. 
É um framework desacoplado, formado por componentes PHP reutilizáveis, projetado para permitir que os desenvolvedores apliquem os princípios ágeis do desenvolvimento (tais como DRY, KISS ou XP), focando nas regras de negócio de modo enxuto, sem a necessitar de escrever muitos arquivos de configuração XML, assim com rápido aprendizado e, personalizável, através do controle total sobre a estrutura de diretórios e às bibliotecas externas.
Também é voltado ao ramo empresarial, com uso de aplicações robustas. Para atingir os guidelines de desenvolvimento das empresas, o framework é empacotado com ferramentas adicionais para ajudar os desenvolvedores nos testes, depuração e documentação dos projetos.
É usado no serviço de perguntas e respostas Askeet e, outras aplicações, incluindo o Yahoo Bookmarks (com mais de 20 milhões de usuários).